# لعري اوشن (إمزيلن)
لعري اوشن هو دُوَّار يقع بجماعة بن الطيب، إقليم الدريوش، جهة الشرق في المملكة المغربية. ينتمي الدوّار لمشيخة إمزيلن التي تضم 15 دوار. يقدر عدد سكانه بـ 1370 نسمة حسب الإحصاء الرسمي للسكان والسكنى لسنة 2004.

## روابط خارجية
- البوابة الوطنية للجماعات الترابية نسخة محفوظة 12 مارس 2018 على موقع واي باك مشين.
- المندوبية السامية للتخطيط